# 舒氏冠海龍
舒氏冠海龍（学名：Corythoichthys schultzi），又名史氏海龍、海龍，为輻鰭魚綱棘背魚目海龍魚科的其中一種，分布於印度太平洋區，包括紅海、東非至澳洲、新喀里多尼亞及東加海域，體長可達16公分，棲息在潟湖或臨海礁石，卵胎生，成魚成對出現，小魚則成群在遮蔽處活動。